# Серхіо Томас Масса
Се́рхіо Тома́с Ма́сса (ісп. Sergio Tomás Massa, нар. 28 квітня 1972) — аргентинський політик, з 3 серпня 2022 року обіймає посаду міністра економіки країни.

## Біографія
Масса народився в західному передмісті Буенос-Айреса. Відвідував школу святого Августина. Після закінчення якої вступив до Університету Бельграно. Бувши студентом він одружився з Маленою Гальмаріні, чий батько, Фернандо Гальмаріні, був на той час міністром спорту в адміністрації президента Карлос Менема.
Масса долучився до правлячої Хустисіалістської партії у 1995 році. У 1999—2002 роках був депутатом парламенту провінції Буенос-Айрес.
У 2002—2007 роках був виконавчим директором ANSES, децентралізованого державного агентства соціального страхування Аргентини.
Двічі обіймав посаду мера міста Тігре — у 2007—2008 та 2009—2013 роках.
Обіймав посаду голови Кабінету міністрів з 2008 до 2009 рік під керівництвом президента Крістіни Фернандес де Кіршнер.
З 2019 до 2022 рік він обіймав посаду голови Палати депутатів.
28 липня 2022 року президент Альберто Фернандес призначив Массу міністром економіки, офіційно вступив на посаду 3 серпня того ж року.
Колишній член хустисіалістської партії, він заснував власну політичну партію «Фронт оновлення» у 2013 році. Як лідер «Об'єднаних за нову альтернативу» Масса балотувався на посаду президента в 2015 році, посівши третє місце в першому турі голосування з 21 % голосів. Вісім років потому, у 2023 році, він вдруге балотується на посаду президента у складі коаліції «Союз за Батьківщину».